# بورو (جزیره)
بورو (اندونزیایی: Provinsi Maluku) سومین جزیره بزرگ جزایر ملوک، اندونزی است.
این جزیره بین دریای باندا از جنوب و دریای سرام از شمال و غرب جزیره آمبون و جزیره سرام قرار دارد. بورو ۹٬۵۰۵ کیلومتر مربع وسعت و ۱۸۶٬۷۷۹ نفر جمعیت دارد.